# Kiviselkä (del av Koitere)
Kiviselkä är en del av sjön Koitere i Finland.   Den ligger i landskapet Norra Karelen, i den sydöstra delen av landet, 400 km nordost om huvudstaden Helsingfors. Kiviselkä ligger 152 meter över havet. I omgivningarna runt Kiviselkä växer i huvudsak blandskog.